# Аґнєшка Матусяк
Аґнєшка Габріела Матусяк (нар.1970) – польська славістка , дослідниця української та російської літератури ХХ-ХХІ століть, яка спеціалізується на дослідженнях гендеру, ідентичності, табору, пам’яті та травми. 
Автор кількох монографій та багатьох наукових статей, редактор колективних видань. Головний редактор двох наукових журналів. Член редакційної колегії наукових періодичних видань: «Slavica Wratislaviensia» (UWr), «Порівняння» (UAM), «Києво-Могилянське мистецтво та гуманітарні науки» (Національний університет «Києво-Могилянська академія», Україна), «Проблеми сучасного». «літературознавства» (Одеський національний університет імені Ілли Мечникова, Україна) та «Університетські гуманітарні Студії» та «Етнічна історія народів Європи» (Київський національний університет імені Тараса Шевченка, Україна). Стипендіат Українського наукового інституту Гарвардського університету (2013).
|                                               | А вона [мудрість] силою своєї божественної троїстості повинна бути інтелектуальною зброєю в боротьбі з інфернальним виміром навколишньої новоросійської реальності, сформованій на (нео)-імперській неповазі до розуму. |
| — щодо книги «Довгі Часи» Володимира Рафєєнко | |

#### Монографії
- Motyw snu w prozie starszych symbolistów rosyjskich (Fiodor Sołogub), Wrocław 2001, s. 199.
- W kręgu secesji ukraińskiej. Wybrane problemy poetyki twórczości pisarzy „Młodej Muzy”, Wrocław 2007, 393 s.
- Яцків. Модерністський дискурс у прозі Михайла Яцкова, Вроцлав-Львів 2010, 224 с.
- У колі української сецесії. Вибрані проблеми творчої поетики письменників «Молодої Музи», переклад. Л. Демська, Львів 2016, ЛА «ПІРАМІДА», cc. 402
- Wyjść z milczenia. Dekolonialne zmagania kultury i literatury ukraińskiej końca XX i początku XXI wieku z traumą posttotalitarną, Wojnowice-Wrocław 2018 (2020), Wydawnictwo KEW im. Jana Nowaka Jeziorańskiego, s. 385.
- Вийти з мовчання. Деколоніальні змагання української культури та літератури ХХІ століття з посттоталітарною травмою. — Львів: ЛА «Піраміда», 2020. — 308 с. — ISBN 978-966-441-637-2 — Див. також:   у Вікіцитатах.

#### Редакційна робота
- Wielkie tematy kultury w literaturach słowiańskich. VII, Wrocław 2007, Wyd. Uniwersytetu Wrocławskiego, cz.1-2. Współredaktorzy: T. Klimowicz, M. Bukwalt, M. Maciołek, Sylwia Wójtowicz.
- Wielkie tematy kultury w literaturach słowiańskich. VIII: Pieniądz, Wrocław 2009, Wyd. Uniwersytetu Wrocławskiego. Współredaktorzy: K. Chrobak, M. Filipek, M. Jakóbiec-Semkowowa, Ł. Kusiak-Skotnicka.
- Wielkie tematy kultury w literaturach słowiańskich. T. IX: Ciało, Wrocław 2011. Wyd. Uniwersytetu Wrocławskiego. 819 ss. Współredaktorzy: I. Gwóźdź-Szewczenko, M. Koch,E. Komisaruk, J. Rysicz, A. Ursulenko.
- Українські  трансґресії ХХ–ХХІ ст.: Звільнити майбутнє від минулого? Звільнити минуле від майбутнього? Культура – Історія – Політика. Вельмишановному Професорові Телесфору Познякові на 80-річчя від дня народження, наукова ред. і вступ Аґнєшки Матусяк, Вроцлав–Львів 2012, 384 ss.
- „Miscellanea Posttotalitariana Wratislaviensia” 2013, nr 1: Między pamięcią i zapomnieniem. Trauma postkomunistyczna, 351 ss.
- Перехресні стежки українського маскулінного дискурсу: культура і література XIX–XXI ст., наук. ред. А. Матусяк, Київ 2014, Видав. Laurus, сс. 367, ISBN 978-966-2449-67-9.
- Постколоніалізм. – Генерації – Культура. Теоретичні Ревізії, випуск 4, наук. ред. А. Матусяк, Київ 2014, Видав. Laurus, c. 336; ISBN 978-966-2449-64-8. Współred. Т. Гундорова
- „Miscellanea Posttotalitariana Wratislaviensia”, 2014, nr 2: Postkolonializm – Tożsamość – Gender. Europa Środkowa, Wschodnia i Południowo-Wschodnia, red. nauk. A. Matusiak, Wrocław, Wyd. UWr, s. 408. ISBN 978-83-229-3481-4.

### Відео з Агнєшкою Матусяк
- Презентація власної монографії Вийти з мовчання
- Леся Українка 150: Як читати і говорити про Лесю Українку?